# Mander Zetterberg
Karl Mander Zetterberg, född 4 oktober 1908 i Stockholm, död 7 december 1982, var en svensk arkitekt och byggmästare. 
Zetterberg, som var son till byggnadsingenjör Carl Zetterberg och Maria Johansson, avlade studentexamen 1927 och utexaminerades från Kungliga Tekniska högskolan 1933. Han blev arkitekt vid Byggnadsfirman Zetterberg AB 1933, verkställande direktör 1948 och var innehavare från 1951. Han var ansvarig byggmästare i Stockholm från 1946, styrelseledamot i Stockholms Byggmästareförening från 1955 och ledamot av direktionen för Drottninghuset i Stockholm 1959. Han blev medlem av Borgerskapet i Stockholm 1949 och ledamot av Murmästareämbetet i Stockholm 1954. Mander Zetterberg är begravd på Norra begravningsplatsen utanför Stockholm.